# Saint-Ouën-des-Toits
Saint-Ouën-des-Toits es una comuna francesa situada en el departamento de Mayenne, en la región de Países del Loira.

## Demografía
| 849 | 769 | 840 | 1093 | 1287 | 1435 | 1782 |
| Para los censos de 1962 a 1999 la población legal corresponde a la población sin duplicidades (Fuente: INSEE [Consultar]) |     |     |      |      |      |      |